# Kourba
Pour les articles homonymes, voir Kourba-Bagré.
La Kourba (en russe : Курба) est une rivière située en Bouriatie, dans le sud de la Sibérie centrale en Russie d'Asie. C'est un affluent de l'Ouda en rive droite, donc un sous-affluent de l'Ienisseï par l'Ouda, la Selenga, le lac Baïkal puis l'Angara. 

## Géographie
La Kourba traverse le territoire de la République de Bouriatie.
Elle est longue de 175 km et a un bassin d'une superficie de 5 500 km2, surface de taille équivalente à celle du département français du Nord.
Son débit moyen à la confluence est de est de 22,8 m3/s. La rivière présente une saison de hautes eaux au printemps et en été, de mai à septembre. La période d'étiage se déroule en hiver. Elle est gelée d'octobre/novembre à avril/début mai. 
La rivière prend naissance sur le versant sud-est des monts Oulan-Bourgas, chaîne montagneuse qui longe la rive orientale du lac Baikal, et qui prolonge les monts Khamar-Daban en direction du nord-est. La Kourba coule globalement du nord-est vers le sud-ouest, suivant l'axe de cette chaîne de montagnes. Sa vallée est enserrée entre les monts Oulan-Bourgas qui délimitent son bassin au nord-ouest et séparent ce dernier du bassin de l'Itantsa, et une chaîne parallèle qui court plus au sud et le sépare du bassin de l'Ouda. La rivière finit par se jeter dans l'Ouda en rive droite, à une altitude de 560 mètres, au niveau de la localité de Novaïa Kourba.

## Villes traversées
Il n'y a guère d'agglomérations urbaines de quelque importance sur les rives ou à proximité de la Kourba.

## Hydrométrie - Les débits mensuels à Novaïa Kourba
Le débit de la Kourba a été observé pendant 52 ans (durant la période 1946-1997) à Novaïa Kourba, petite localité située à 5 kilomètres de son confluent avec l'Ouda et à une altitude de 561 mètres. 
Le débit inter annuel moyen ou module observé à Novaïa Kourba sur cette période était de 22,8 m3/s pour une surface drainée incluse dans l'observation de 5 500 km2, soit la totalité du bassin versant de la rivière.
La lame d'eau écoulée dans le bassin atteint ainsi le chiffre de 131 millimètres par an, ce qui peut être considéré comme modérément élevé, du moins dans une région aux précipitations généralement peu abondantes. 
Cours d'eau alimenté par la fonte des neiges, ainsi que par les pluies de la saison estivale, la Kourba a un régime nivo-pluvial. 
Les hautes eaux se déroulent au printemps et en été, de mai à septembre, avec un sommet en mai-juin, lequel correspond au dégel et à la fonte des neiges. Le débit reste très soutenu tout au long de l'été et de l'automne, suivant en cela le rythme saisonnier des précipitations dans la région.
Au mois d'octobre puis de novembre, le débit de la rivière chute fortement, ce qui constitue le début de la période des basses eaux. Celle-ci a lieu de la mi-novembre à fin avril. 
Le débit moyen mensuel observé en mars (minimum d'étiage) est de 3,42 m3/s, soit plus de 7 % du débit moyen du mois de mai (44,8 m3/s), ce qui souligne l'amplitude assez modérée des variations saisonnières, du moins dans le contexte sibérien qui connaît généralement des écarts saisonniers bien plus importants.
Ces écarts de débit mensuel peuvent cependant être plus marqués d'après les années : sur la durée d'observation de 52 ans, le débit mensuel minimal a été de 0,61 m3/s en février 1979, tandis que le débit mensuel maximal s'élevait à 137 m3/s en juin 1985.
En ce qui concerne la période estivale, libre de glaces (de mai à septembre inclus), le débit minimal observé a été de 8,21 m3/s en août 1979, ce qui restait assez appréciable.  